# Friesach
Friesach (tiếng Slovene: Breže) là một thị xã thuộc huyện Sankt Veit an der Glan, Carinthia, nước Áo. Đô thị Friesach có diện tích 120,83 km², dân số thời điểm năm 2005 là 5266 người. Đây là đô thị cổ nhất ở Carinthia.
Đô thị này có cự ly 40 km về phía bắc thủ phủ Klagenfurt.
Friesach được chia thành các Katastralgemeinden: Friesach, St. Salvator and Zeltschach.
Các phường: Dobritsch, Dobritsch, Dörfl, Engelsdorf, Friesach, Gaisberg, Grafendorf, Guldendorf, Gundersdorf, Gunzenberg, Gwerz, Harold, Hartmannsdorf, Hundsdorf, Ingolsthal, Judendorf, Kräuping, Leimersberg, Mayerhofen, Moserwinkl, Oberdorf I, Oberdorf II, Olsa, Pabenberg, Reisenberg, Roßbach, Sattelbogen, Schratzbach, Schwall, Silbermann, St. Johann, St. Salvator, St. Stefan, Staudachhof, Stegsdorf, Timrian, Wagendorf, Wels, Wiegen, Wiesen, Zeltschach, Zeltschachberg, Zienitzen, Zmuck.

## Người địa phương nổi tiếng ở Friesach
- Josef Bucher
- Gerda Hofstatter
- Robert Stadlober
- Jürgen Säumel